# 50-50 (programma televisivo)
50-50 (Fifty Fifty) è stato un game show italiano andato in onda dal 21 aprile al 25 maggio 2008 su Canale 5 nella fascia preserale condotto da Gerry Scotti. È stato inoltre trasmesso in Spagna da Cuatro, nell'estate del 2008, in Svezia sul canale TV4, in Macedonia del Nord, in Grecia e in Giappone.
È il primo spin-off del quiz di successo Chi vuol essere milionario?. Ideato da Intellygents e 2waytraffic e prodotto da Endemol Italia e RTI. Il format prevede che il gioco avvenga in coppia. Il programma era registrato presso lo Studio 11 di Cologno Monzese.

## Scopo del gioco
In 50-50 si gioca in coppia. I due concorrenti possono essere parenti, amici, familiari o altro. Il montepremi massimo che si può vincere è di 300 000 €.
Il programma si divide in tre fasi:
- La qualifica
- Il montepremi
- Fase finale

### La qualifica
In questa fase di gioco, tre coppie si sfidano per andare alla fase del montepremi. Quando un concorrente si prenota, dopo aver sentito la domanda posta, farà rispondere il suo compagno, che si troverà davanti due opzioni tra cui scegliere. Se uno dei due dà la risposta esatta la squadra guadagna 500 €, mentre se la sbaglia regala 250 € alle altre due coppie. Ad un certo punto della sfida suona una sirena e parte un countdown di 60 secondi: al termine del countdown si conclude
la manche e la coppia che avrà conquistato più soldi andrà alla fase del montepremi, mentre la coppia arrivata al secondo posto partecipava alla qualifica nella puntata successiva. La coppia arrivata al terzo posto veniva eliminata.

### Il montepremi
Durante la fase del montepremi, ci saranno dieci domande di differente valore (2 da 500 €, 3 da 1 000 €, 2 da 3 000 €, 2 da 5 000 € e una da 10 000 €). Il concorrente a cui è rivolta la domanda avrà tutto il tempo per pensare. Una volta data la risposta, il suo compagno avrà 10 secondi per decidere se confermare la risposta oppure scegliere l'altra.
In caso di risposta esatta, il valore della domanda verrà aggiunto al montepremi, mentre in caso di risposta errata il montepremi complessivo dei concorrenti verrà dimezzato. 
Alla fine delle domande, la somma guadagnata verrà moltiplicata per 10, per esempio guadagnati 17 500 €, la finale si gioca per 175 000 €, 15 000 €, alla finale 150 000 € e così via.

### Fase finale
Nella fase finale, verranno poste cinque domande ad uno dei due concorrenti, questo avrà 10 secondi per rispondere ad ogni domanda e il suo compagno vedrà sul suo leggio elettronico la risposta data.
Esso potrà decidere se confermare oppure scegliere l'opzione che lui non vede. Al termine delle domande, il concorrente che non vede entrambe le risposte dovrà fare una previsione del numero delle risposte esatte date. È possibile conquistare il totale del montepremi solamente se la previsione è di cinque e si rivela esatta, altrimenti la parte di montepremi che si conquista verrà in proporzione se inferiore.
Se viene indovinato il numero delle risposte esatte la coppia vincerà il montepremi conquistato, altrimenti si accontenterà del premio di consolazione equivalente al montepremi conquistato nella fase della qualifica.

## Edizioni
| Edizione | Periodo        | Periodo        | Conduzione   | Puntate | Regia              | Studio                                                         |
| Edizione | Inizio         | Fine           | Conduzione   | Puntate | Regia              | Studio                                                         |
| -------- | -------------- | -------------- | ------------ | ------- | ------------------ | -------------------------------------------------------------- |
| 1ª       | 21 aprile 2008 | 25 maggio 2008 | Gerry Scotti | 35      | Giancarlo Giovalli | Studio 11 del Centro di produzione Mediaset di Cologno Monzese |

## Audience
| Edizione | Rete televisiva | Anno | Stagione  | Programmazione | Programmazione | Programmazione | Programmazione | Programmazione | Programmazione | Programmazione | Collocazione | Media auditel  | Media auditel |
| Edizione | Rete televisiva | Anno | Stagione  | L              | M              | M              | G              | V              | S              | D              | Collocazione | Telespettatori | Share         |
| -------- | --------------- | ---- | --------- | -------------- | -------------- | -------------- | -------------- | -------------- | -------------- | -------------- | ------------ | -------------- | ------------- |
| 1ª       | Canale 5        | 2008 | primavera |                |                |                |                |                |                |                | Preserale    | 3 167 000      | 23,03%        |

## Esportazione del format
| Paese              | Titolo                          | Conduttore/i                        | Canale           | Periodo di messa in onda           | Montepremi  |
| ------------------ | ------------------------------- | ----------------------------------- | ---------------- | ---------------------------------- | ----------- |
| Albania Kosovo     | Fifty Fifty                     | Enkel Demi                          | RTSH Klan Kosova | 14 aprile 2013 – ?                 | 25 000 €    |
| Egitto             | Fifty-Fifty                     | Ashraf Riad                         | ERT 1            | 5 novembre 2010 – 2011             | 250 000 ج.م |
| Grecia             | Fifty-Fifty                     | Giorgos Liagkas                     | Mega Channel     | 2008–2009                          | 30 000 €    |
| Giappone           | クイズ 50-50 Quiz Fifty-Fifty   | Toshihiro Itō                       | BS Fuji          | 7 maggio 2008 – ?                  | ¥3 000 000  |
| Macedonia del Nord | Педесет-Педесет Pedeset-Pedeset | Predrag Pavlovski Žarko Dimitrioski | A1               | 30 giugno 2008 – 2009              | 300 000 ден |
| Nepal              | Fifty-Fifty                     | Madan Krishna Shrestha              | NTV              | 2008                               | Rs.500 000  |
| Spagna             | Fifty-Fifty                     | Silvia Jato                         | Cuatro           | 1º luglio 2008 – 6 settembre 2008  | 50 000 €    |
| Svezia             | Postkodlotteriets 50-50         | Sofia Rågenklint                    | TV4              | 22 settembre 2008 – 23 aprile 2009 | 55 000 kr   |
| Thailandia         | 50-50                           | Ṭhnạth Tạnnuchittikul               | TV3              | 2 novembre 2009 – 12 ottobre 2010  | 5000 baht   |
| Turchia            | Birimiz İkimiz İçin             | İlker Aksum                         | TRT 1            | 10 ottobre 2010 – ?                | 100 000 TL  |